# Instituto de Pesquisa Mental de Palo Alto

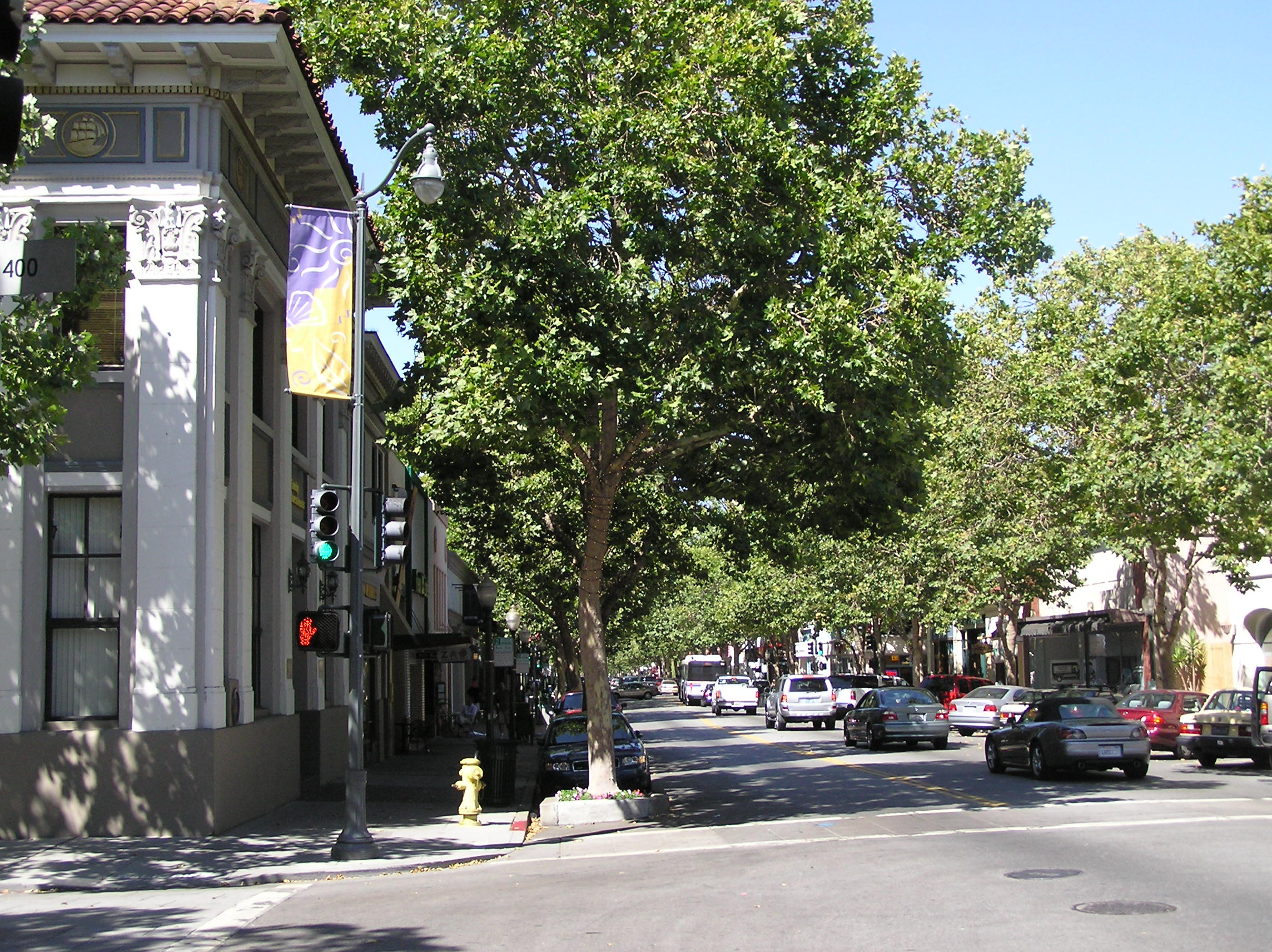
Palo Alto - University Avenue

O Instituto de Pesquisa Mental de Palo Alto (em inglês:  Palo Alto Mental Research Institute) é uma organização sediada em Palo Alto, no estado da Califórnia, Estados Unidos, e que constitui hoje um dos núcleos de investigação mais prestigiados no âmbito da psicoterapia, psiquiatria e terapia familiar.
Foi fundado em 1959 por Don Jackson e colegas. O seu fundador era um apaixonado pelo saber científico e, numa perspectiva ecológica da mente (mind), socorreu-se de conceitos cibernéticos para compreender os processos da psiquê humana, no pressuposto da similitude formal que acreditava existir no funcionamento de todos os seres vivos. 